# Драгомир Марковић
Драгомир Марковић (Београд, 1954) српски је политичар и машински инжењер. Члан је Демократске странке. Од 2009. до 2012. године био је Генерални директор ЕПС-а.

## Биографија
Рођен је 1954. године у Београду. Дипломирао је на Машинском факултету у Београду на Одсеку за термотехнику.
Године 1981. се запошљава у Термоелектрани „Никола Тесла“. Био је директор Термоелектране Никола Тесла Б до 2000. године, а након тога заменик директора јавног предузећа Термоелектрана Никола Тесла до 2005. године. Од 2005. до 2009. године налазио се на месту директора Дирекције за стратегију и инвестиције у оквиру ЕПС-а.
Влада Србије га је 4. марта 2009. године поставила на место генералног директора ЕПС-а. На тој функцији наследио је Владимира Ђорђевића. Генерални директор ЕПС-а је остао до 6. септембра 2012. године када је смењен.
Био је члан Управног одбора ЕПС-а од априла 2001. годгодине до априла 2004. године. У Привредној комори Србије је био председник Одбора за енергетику од 2004. до 2010. године.
Ожењен је и отац двоје деце.